# Und Jimmy ging zum Regenbogen (Roman)
Und Jimmy ging zum Regenbogen ist ein Roman von Johannes Mario Simmel, erschienen 1970.

## Inhalt
Der argentinische Chemiker Rafaelo Aranda wird in Wien von der ihm anscheinend völlig unbekannten Buchhändlerin Valerie Steinfeld vergiftet. Steinfeld stirbt unmittelbar darauf durch Suizid, ohne ein Motiv für ihre Tat genannt zu haben. Arandas Sohn Manuel versucht zusammen mit Irene Waldegg, der Nichte der Mörderin, herauszufinden, warum sein Vater getötet wurde, und stößt auf dessen Verwicklung zu den Geheimdiensten der damaligen Supermächte in Zeiten des Kalten Krieges. Dabei erfährt der Leser zunächst nur, dass die Geheimdienste es auf Manuel abgesehen haben, der Grund wird erst im Lauf der Handlung deutlich.
Bei dem Versuch, das Motiv für den Mord herauszufinden, stoßen Manuel und Irene, zwischen denen sich langsam eine Liebesbeziehung entwickelt, immer wieder auf Zeitzeugen aus der Zeit des Zweiten Weltkriegs wie die Bordellbetreiberin und ehemalige Doppelagentin Nora Hill oder einen Anwalt und NS-Gegner, die nur ungenügend Auskunft geben können oder wollen. Das Rätsel, warum Valerie Steinfeld zur Mörderin an einem anscheinend völlig Fremden wurde, wird zunächst immer verworrener.
Im Rahmen der Recherchen gibt es immer wieder Rückblenden in die Zeit des Nationalsozialismus, als Valerie Steinfelds jüdischer Ehemann, ein politischer Gegner des Regimes, ins britische Exil gegangen war und sie mit einem Gerichtsverfahren versuchte, aus ihrem „halbjüdischen“ Sohn Heinz einen „Arier“ zu machen, um ihn so vor den Nationalsozialisten zu schützen.
Auslöser für den Prozess waren Konflikte mit dem sadistischen, streng nationalsozialistischen Leiter der Lehr- und Versuchsanstalt, Dr. Friedjung, der Heinz wegen seiner Beziehung zu einem „arischen“ Mädchen anzeigt, was als „Rassenschande“ bestraft wird, und von der Schule verweisen will. Daher strengt Valerie einen Prozess an, wonach in Wirklichkeit ihr Chef, der „arische“ Buchhändler Martin Landau, der Vater von Heinz sei – was aber nicht zutrifft – und nicht ihr jüdischer Ehemann Paul Steinfeld. Bis zum Ende des Prozesses darf Heinz weiterhin die Schule besuchen und das Verfahren wegen „Rassenschande“ ruht vorläufig. Sollte die angebliche Vaterschaft des „Ariers“ Martin Landau nicht anerkannt werden, würde das Verfahren sofort wieder aufgenommen werden.
Heinz entwickelt sich während des Prozesses immer mehr zu einem Judenhasser und NS-Sympathisanten, der fest davon überzeugt ist, Martin Landau sei sein Vater. Auch wenn es Valerie sehr schwerfällt, mitanhören zu müssen, wie Heinz „dem Juden“ Paul Steinfeld die Schuld an seiner jetzigen Lage gibt und Martin Landau demonstrativ als seinen Vater bezeichnet, ist sie andererseits froh über diese Entwicklung, da Heinz’ Auftreten beim Prozess auf diese Weise umso glaubwürdiger wird.
Erst im Verlauf der Handlung stellt sich heraus, dass Schuldirektor Friedjung und Valerie einmal ein Paar waren und er es bis heute nicht verwinden kann, wegen eines Juden von ihr verlassen worden zu sein, so dass er Heinz’ jüdische Herkunft als ideale Möglichkeit der Rache sieht. Nach langem Hin- und Her hat der Prozess schließlich den gewünschten Erfolg. Heinz wird zum „Arier“ erklärt. Er kündigt daraufhin sofort an, sich freiwillig zur Wehrmacht zu melden, da er jetzt als „Arier“ mithelfen müsse, das Vaterland zu verteidigen. Wenige Wochen später und zu einem Zeitpunkt, als der Krieg längst nicht mehr gewonnen werden kann, fällt er an der Front. Seine Mutter gibt dem sadistischen Schuldirektor Friedjung, der angeblich bei einem Bombenangriff umgekommen ist, die Schuld an Heinz’ Tod, da sie durch seine Anzeige gezwungen war, den Abstammungsprozess zu führen, als dessen Folge Heinz zur Armee ging. Zudem muss sie nach Kriegsende erfahren, dass ihr Ehemann bereits vor längerer Zeit im Londoner Exil an einer Nierenkrankheit verstorben ist. Valerie erleidet einen Nervenzusammenbruch, denn während des ganzen Krieges hatte sie geglaubt, beim heimlichen Hören des deutschsprachigen Programms der BBC die Stimme ihres Mannes, der von Beruf Radiosprecher war, zu erkennen. Daraus hatte sie die Kraft geschöpft, den mit vielen Schikanen verbundenen, nervenaufreibenden Prozess zu führen.
Wieder in der Gegenwart stellt sich heraus, dass Irene Waldegg nicht etwa die Nichte, sondern die Tochter von Valerie Steinfeld war: Kurz nach der Flucht ihres Mannes bemerkt Valerie, dass sie schwanger ist. In ihrer Verzweiflung, nun am Ende zwei „halbjüdische“ Kinder vor den Machthabern schützen und ernähren zu müssen, arrangiert sie es mit der Hilfe eines verschwiegenen Arztes, dass das Kind heimlich geboren und als Tochter ihrer kinderlosen Schwester Martha Waldegg ausgegeben wird. Da deren Ehemann als Soldat an der Front ist und erst nach der Geburt des Kindes Urlaub bekommt, lässt sich dies sogar vor ihm verheimlichen. Valerie leidet sehr darunter, ihr Kind weggeben zu müssen und „nur“ als seine Tante auftreten zu können. Irene ist schockiert, dass man ihr weder nach dem Krieg und noch nicht einmal nach dem Tod ihrer „Tante“ die Wahrheit gesagt hat.
Schließlich erfährt auch Manuel Aranda zwei schockierende Tatsachen: Sein Vater Rafael Aranda war niemand anderer als der sadistische Schuldirektor Friedjung, der mit seiner Geliebten (Manuels Mutter) und deren Baby (Manuel) bei Kriegsende aus Deutschland nach Argentinien geflohen ist. Mutmaßlich hatte er heimlich an der Entwicklung chemischer Kampfstoffe gearbeitet und befürchtete seine Verhaftung durch die Siegermächte.
Damit erklärt sich auch der Mord an Rafael Aranda. Bei seinem Besuch in Wien war er zufällig in die Buchhandlung gekommen, in der Valerie ihn wiedererkannt und getötet hatte – mit Gift, das sie in der Kriegszeit von einer Helferin erhalten hatte, um sich notfalls das Leben nehmen zu können, falls sie und ihr Sohn den Prozess verlieren und verhaftet werden sollten. Außerdem wird klar, warum Manuels Vater nach Wien gekommen war: Er hatte illegal ein hochwirksames Giftgas entwickelt, dessen Rezeptur er an die Geheimdienste in Ost und West verkaufen wollte. Letztlich wird auch Manuel die Tätigkeit seines Vaters zum Verhängnis: Um zu verhindern, dass er das Geheimnis des Kampfstoffes der Öffentlichkeit mitteilt, lassen ihn die Geheimdienste liquidieren.
Das Buch spielt im Wien der 1960er Jahre mit detaillierten Beschreibungen der Handlungsorte. Es beschreibt die Arbeit der Geheimdienste und deren skrupelloses Vorgehen. Die behandelte Spionagegeschichte dreht sich um die Entwicklung verbotener biologischer Massenvernichtungswaffen. Simmel ließ hier sowohl österreichisches Lokalkolorit als auch seine Ausbildung zum Chemieingenieur einfließen. Das Buch soll laut Vorbemerkung auf wahren Begebenheiten beruhen, die allerdings in einer anderen Stadt geschehen sind. Die Person des „halbjüdischen“ Sohns trägt einige autobiografische Züge des Verfassers, da auch Simmels jüdischer Vater nach London emigriert war und der als Halbjude geltende Simmel ebenfalls während der Kriegszeit eine Ausbildung als Chemiker absolvierte. Erst nach dem Tod Simmels wurde bekannt, dass die Mutter des halbwüchsigen Johannes Mario Simmel einen solchen Arisierungsprozess für ihren Sohn führte. Ihr Sohn konnte die Schule abschließen und blieb bis Kriegsende von den Nazis unbehelligt.

## Verfilmungen
1970 wurde das Buch von Alfred Vohrer als Und Jimmy ging zum Regenbogen verfilmt. 2008 entstand unter Mitwirkung des ZDF eine Fernsehverfilmung unter dem gleichen Titel: Und Jimmy ging zum Regenbogen, wobei die Handlung zum Teil von 1969 nach 1996 sowie von Wien nach Berlin verlegt wurde. Die Sendung wurde am 24. September 2008 ausgestrahlt.

## Buchausgaben
Erstausgabe
- Und Jimmy ging zum Regenbogen. Roman. Droemer Knaur, München 1970.

Aktuelle Ausgaben
- gebunden: ISBN 978-3-426-18973-3.
- Taschenbuch: ISBN 978-3-426-00397-8.